# Unterseeboot 616
L'Unterseeboot 616 ou U-616 est un sous-marin allemand (U-Boot) de type VIIC utilisé par la Kriegsmarine pendant la Seconde Guerre mondiale.
Le sous-marin fut commandé le 15 août 1940 à Hambourg (Blohm & Voss), sa quille fut posée le 20 mai 1941, il fut lancé le 8 février 1942 et mis en service le 2 avril 1942, sous le commandement de l'Oberleutnant zur See Johann Spindlegger.
Il fut coulé en mer Méditerranée par des charges de profondeurs de l'aviation britannique et de destroyers américains en mai 1944.

## Conception
Unterseeboot type VII, l'U-616 avait un déplacement de 769 tonnes en surface et 871 tonnes en plongée. Il avait une longueur totale de 67,10 m, un maître-bau de 6,20 m, une hauteur de 9,60 m et un tirant d'eau de 4,74 m. Le sous-marin était propulsé par deux hélices de 1,23 m, deux moteurs diesel Germaniawerft M6V 40/46 de 6 cylindres en ligne de 1400 cv à 470 tr/min, produisant un total de 2 060 à 2 350 kW en surface et de deux moteurs électriques BBC GG UB 720/8 de 375 cv à 295 tr/min, produisant un total 550 kW, en plongée. Le sous-marin avait une vitesse en surface de 17,7 nœuds (32,8 km/h) et une vitesse de 7,6 nœuds (14,1 km/h) en plongée. Immergé, il avait un rayon d'action de 80 milles marins (150 km) à 4 nœuds (7,4 km/h; 4,6 milles par heure) et pouvait atteindre une profondeur de 230 m. En surface son rayon d'action était de 8 500 milles nautiques (soit 15 700 km) à 10 nœuds (19 km/h). 
L'U-616 était équipé de cinq tubes lance-torpilles de 53,3 cm (quatre montés à l'avant et un à l'arrière) qui contenait quatorze torpilles. Il était équipé d'un canon de 8,8 cm SK C/35 (220 coups) et d'un canon antiaérien de 20 mm Flak. Il pouvait transporter 26 mines TMA ou 39 mines TMB. Son équipage comprenait 4 officiers et 40 à 56 sous-mariniers.

## Historique
Il reçut sa formation de base au sein de la 8. Unterseebootsflottille jusqu'au 31 décembre 1942, il intégra sa formation de combat dans la 6. Unterseebootsflottille et dans la 29. Unterseebootsflottille à partir du 1er juin 1943.
Le sous-marin quitta Kiel le 6 février 1943 pour l'Atlantique Nord. Entre février et mai 1943, il navigua dans l'océan Atlantique à la recherche de convois, mais il ne rencontra aucun succès. 
À partir du 19 avril 1943, le sous-marin fut envoyé en renfort en Méditerranée. L'U-616 passa le détroit de Gibraltar durant la nuit du 4 au 5 mai 1943. Il opéra ensuite en Méditerranée occidentale et le 12 mai, attaqua un convoi dans le nord d'Oran, ratant un navire de l'escorte mais revendiquant un coup au but sur un bâtiment du convoi, mais ce ne fut pas confirmé.
Le 3 octobre 1943, le sous marin quitta Toulon pour opérer vers une zone au large de Salerne. Tôt le 9 octobre 1943, l'U-616 torpilla et coula un destroyer américain dans l'est du golfe de Policastro, le même jour dans la nuit il rapporta un cargo torpillé dans le nord de la Sicile, mais à nouveau, ce ne fut pas confirmé.
Le 11 octobre 1943 à 5 h 44, il revendiqua un autre navire de guerre LST dans le sud-ouest du golfe de Salerne.
Durant la nuit du 13 au 14 mai 1944, l'U-616 torpilla et endommaga deux bâtiments du convoi GUS 39, un américain et un britannique, dans l'ouest d'Alger. Les USS Gleaves, USS Nields (en) et USS Macomb (en) rejoignirent la zone de l'attaque et furent suivis par d'autres destroyers US, ainsi que des avions du Sqn 36. Tôt le 14 mai 1944, l'USS Hilary P. Jones (en) endommagea l'U-616 avec des attaques de charges de profondeur. Les destroyers le recherchèrent toute la journée, mais ne le trouvèrent pas. Un Wellington du Sqn 36, le repéra au radar à la tombée de la nuit en surface. L'U-616 plongea, six charges de profondeurs furent larguées, mais le contact fut perdu. À l'aube, une nappe de pétrole d'environ 16 kilomètres fut aperçue. La chasse continua tout au long du 15 mai, mais sans succès jusqu'au lendemain soir, à 22 h 26, lorsqu'un Wellington du Sqn 36, le surprit en surface. Des marqueurs furent lancés, les recherches des bateaux se poursuivirent et le contact fut repris par le Macomb juste avant minuit (à 23 h 59). Il attrapa l'U-616 dans son projecteur et lui tira six obus avant qu'il ne plonge. Le contact fut repris à 0 h 14 peu après et des attaques aux charges de profondeur furent lancées par quatre destroyers tout au long de la nuit, jusqu'à 8 h 7. L'U-616 fit finalement surface et fut immédiatement pris sous leurs feux. L'équipage abandonna le sous-marin qui coula 5 minutes après à la position 36° 46′ N, 0° 52′ E. Quarante-sept survivants furent recueillis par l'USS Ellyson. Ce navire de guerre fut attaqué cinq heures plus tard par l'U-960, mais ses trois torpilles le ratèrent. L'USS Ellyson reprit ensuite sa route vers Oran.
Cette chasse de trois jours de l'U-616 fut la plus longue pour un U-Boot durant la Seconde Guerre mondiale. Les destroyers américains ayant participé à la traque furent les USS Gleaves, Nields, Macomb, Ellyson, USS Hambleton, Hilary P. Jones, Emmons et Rodman (en).
Les 53 membres d'équipage survirèrent à ces attaques.

## Affectations
- 8. Unterseebootsflottille du 2 avril 1942 au 31 décembre 1942 (Période de formation).
- 6. Unterseebootsflottille du 1er janvier 1943 au 31 mai 1943 (Unité combattante).
- 29. Unterseebootsflottille du 1er juin 1943 au 17 mai 1944 (Unité combattante).

## Commandement
- Oberleutnant zur See Johann Spindlegger du 2 avril 1942 au 7 octobre 1942.
- Oberleutnant zur See Siegfried Koitschka du 8 octobre 1942 au 17 mai 1944 (Croix de chevalier).

## Patrouilles
|       | Commandant                | Départ           | Départ      | Arrivée           | Arrivée     | Jours     | Succès   |
| ----- | ------------------------- | ---------------- | ----------- | ----------------- | ----------- | --------- | -------- |
| 1     | Oblt. Siegfried Koitschka | 6 février 1943   | Kiel        | 26 mars 1943      | St. Nazaire | 49 jours  |          |
| 2     | Oblt. Siegfried Koitschka | 19 avril 1943    | St. Nazaire | 17 mai 1943       | La Spezia   | 29 jours  |          |
| 3     | Oblt. Siegfried Koitschka | 28 juillet 1943  | La Spezia   | 18 août 1943      | Toulon      | 22 jours  |          |
| 4     | Oblt. Siegfried Koitschka | 8 septembre 1943 | Toulon      | 18 septembre 1943 | Toulon      | 11 jours  |          |
| 5     | Oblt. Siegfried Koitschka | 3 octobre 1943   | Toulon      | 15 octobre 1943   | Toulon      | 13 jours  | 2 181    |
| 6     | Oblt. Siegfried Koitschka | 20 novembre 1943 | Toulon      | 12 décembre 1943  | Toulon      | 23 jours  |          |
| 7     | Oblt. Siegfried Koitschka | 3 janvier 1944   | Toulon      | 15 janvier 1944   | Toulon      | 13 jours  |          |
| 8     | Oblt. Siegfried Koitschka | 19 février 1944  | Toulon      | 15 mars 1944      | Toulon      | 26 jours  |          |
| 9     | Oblt. Siegfried Koitschka | 30 avril 1944    | Toulon      | 17 mai 1944       | Coulé       | 18 jours  | 17 754   |
| Total | Total                     | Total            | Total       | Total             | Total       | 204 jours | 19 935 t |

Note : Oblt. = Oberleutnant zur See

### Opérations Wolfpack
L'U-616 opéra avec les Rudeltaktik (meute de loups) durant sa carrière opérationnelle.
- Burggraf (24 février – 5 mars 1943)
- Westmark (6-11 mars 1943)
- Stürmer (11-20 mars 1943)

## Navires coulés
L'U-616 coula 2 navires de guerre totalisant 2 181 tonneaux et endommagea 2 navires marchands totalisant 17 754 tonneaux au cours des 9 patrouilles (204 jours en mer) qu'il effectua.
| Date            | Nom         | Nationalité        | Tonnage | Convoi | Fait      | Localisation         |
| --------------- | ----------- | ------------------ | ------- | ------ | --------- | -------------------- |
| 9 octobre 1943  | USS Buck    | United States Navy | 1 570   | -      | Coulé     | 39° 57′ N, 14° 28′ E |
| 11 octobre 1943 | HMS LCT-553 | Royal Navy         | 6 409   | -      | Coulé     | 39° 30′ N, 14° 30′ E |
| 14 mai 1944     | Fort Fidler | Royaume-Uni        | 7 127   | GUS-39 | Endommagé | 36° 45′ N, 0° 55′ E  |
| 14 mai 1944     | G S Walden  | Royaume-Uni        | 10 627  | GUS-39 | Endommagé | 36° 45′ N, 0° 55′ E  |